# Мсцивоюв (гмина)
Мсцивоюв (пол. Mściwojów) — сельская гмина (волость) в Польше, входит как административная единица в Яворский повет, Нижнесилезское воеводство. Население — 4062 человека (на 2004 год).

## Демография
| Перепись                       | Всего   | Всего | Женщины | Женщины | Мужчины | Мужчины |
| ------------------------------ | ------- | ----- | ------- | ------- | ------- | ------- |
| Единицы                        | человек | %     | человек | %       | человек | %       |
| Население                      | 4062    | 100   | 2088    | 51,4    | 1974    | 48,6    |
| Плотность населения (чел./км²) | 56,6    | 56,6  | 29,1    | 29,1    | 27,5    | 27,5    |

## Соседние гмины
1. Гмина Добромеж
2. Явор
3. Гмина Легницке-Поле
4. Гмина Менцинка
5. Гмина Пашовице
6. Гмина Свидница
7. Гмина Уданин
8. Гмина Вондроже-Вельке